# 张基尧
张基尧（1945年5月—），山东济南人。1979年12月加入中国共产党。华东水利学院（今河海大学）河川枢纽及水电站建筑专业毕业，大学学历。历任水电十四局副局长，中国水利水电工程总公司总经理，水利部副部长兼任水利部小浪底水利枢纽管理局局长，国务院南水北调工程建设委员会办公室主任等职。2010年8月因年龄到线免职，同年10月被增补为全国政协委员、人口资源环境委员会副主任。